# Norton Ghost
Norton Ghost é um software da empresa Symantec, destinado a cópias de disco rígido e partições. Como ele, é possível fazer backups e restaurar discos rígidos inteiros ou apenas determinadas partições.
A versão inicial colocada para venda foi a 3.4. Nela só podiam ser copiadas partições inteiras.
É considerado um programa confiável, de uso comum por quem trabalha com informática e redes de computadores. Com ele é possível fazer backup de uma máquina com todos os drivers e programas instalados para outro HD, HD portátil ou mídias removíveis.
Para restaurar a máquina, basta que, de posse da imagem, em um HD portátil por exemplo, faça um boot do CD do Norton Ghost que, em poucos minutos, e sem problemas como mídia corrompiada ou falta de energia, disponibiliza a máquina completamente restaurada, com todos os arquivos e backups no exato ponto onde a imagem foi feita.